# Нижні Мочари
Ни́жні Моча́ри (рос. Нижние Мочары, чув. Анат Мучар) — присілок у Чувашії Російської Федерації, центр Мочарського сільського поселення Ядринського району.
Населення — 327 осіб (2010; 361 в 2002, 385 в 1979, 517 в 1939, 519 в 1926, 454 в 1897, 257 в 1858). Національний склад — чуваші, росіяни.

## Історія
Історична назва — Другі Мочари. Засновано 19 століття як околоток присілку Янимова (нині не існує). До 1866 року селяни мали статус державних, займались землеробством, тваринництвом, бондарством, слюсарством. 1896 року відкрито церковнопарафіяльну школу, у 1920-ті роки — початкова школа. На початку 20 століття діяв вітряк. 1931 року створено колгосп «Перемога». До 1927 року присілок входив до складу Чиганарської, Ядринської та Тораєвської волості Ядринського повіту, після переходу 1927 року на райони — у складі Ядринського району.

## Господарство
У присілку діють школа, дитячий садок, фельдшерсько-акушерський пункт, клуб, бібліотека, пошта та відділення банку, магазин, їдальня.